# 태국 고등교육, 과학, 연구혁신부
고등교육, 과학, 연구혁신부(태국어: กระทรวงการอุดมศึกษา วิทยาศาสตร์ วิจัยและนวัตกรรม, 영어: Ministry of Higher Education, Science, Research and Innovation, 약자:MHESI)는 태국에서 고등교육 및 연구, 과학기술의 감독을 담당하는 태국 정부기관이다.

## 제작
고등교육, 과학, 연구혁신부는 왕립 관보에서 만든 태국 정부 부처로, 쁘라윳 짠오차 총리 시절인 2019년 5월 2일 제작된 부처이다.

## 조직

### 부서
- 장관실
- 상임이사국
- 평화를 위한 원자 사무소
- 과학부(Department of Science Service)[3]
- 고등교육위원회 사무국
- 태국 국립연구위원회 사무소

### 감독공공단체
- 국가과학기술개발원
- 국립계량학연구소
- 국가정책고등교육과학연구혁신위원회 사무처
- 지구정보화 및 우주기술개발청
- 태국 국립천문연구소
- 국가혁신기구
- 태국의 원자력 기술 연구소
- 싱크로트론 빛 연구소
- 전기 및 문제 정보 연구소
- 태국의 생명과학 우수센터

### 국영기업
- 태국 과학 기술 연구소
- 국립과학박물관

## 같이 보기
- 태국의 정부부처
- 고등교육
- 대한민국 교육부